# Thoái hóa điểm vàng
Thoái hoá điểm vàng, tiếng Anh: Macular degeneration, là một bệnh mà bệnh nhân sẽ nhìn thấy vòng tròn màu đen trong tầm nhìn của chính mình.

## Dấu hiệu và triệu chứng

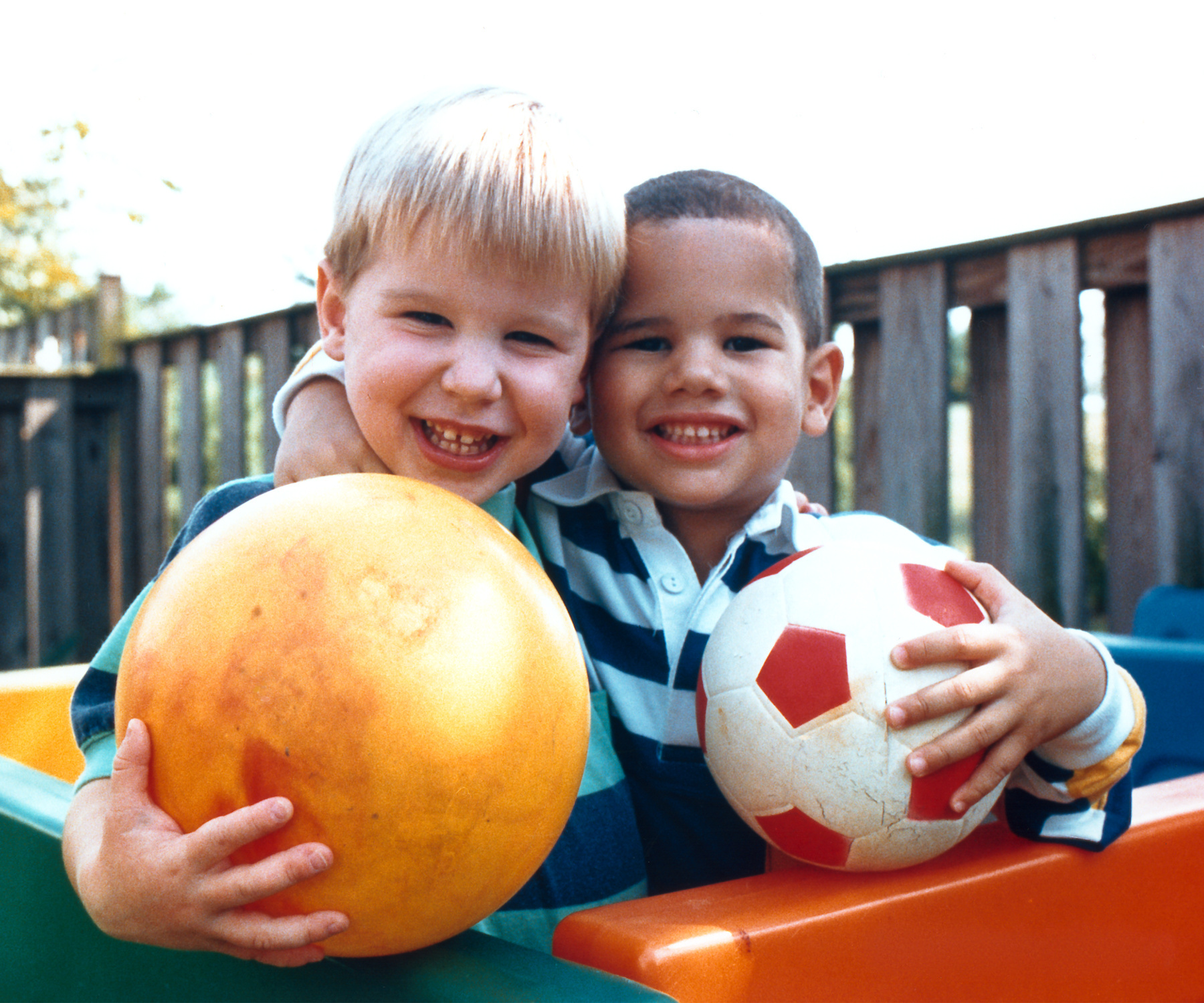
Normal vision

Thoái hóa điểm vàng thể khô chiếm khoảng 80 – 90% trong số người bệnh bị thoái hóa điểm vàng. Nó có thể phát triển âm thầm từ 5-10 năm trước khi tình trạng giảm thị lực làm ảnh hưởng đáng kể đến cuộc sống hàng ngày của bạn. Thể khô lúc đầu thường chỉ xảy ra ở một bên mắt, do đó thị lực của bạn vẫn sẽ bình thường cho đến khi mắt bên cạnh bị ảnh hưởng. Một số dấu hiệu bạn có thể gặp phải bao gồm: khi đọc sách báo bị mờ; màu sắc nhợt nhạt; tầm nhìn hạn chế; bạn khó khăn trong việc nhận diện được khuôn mặt của người thân
Thoái hóa điểm vàng thể khô gây ra 33% trường hợp mất thị lực hoàn toàn. Một số người bị thoái hóa điểm vàng thể khô sau đó có thể chuyển sang thể ướt. Do đó, điều quan trọng là khi có bất kỳ sự thay đổi nào về thị lực, cần đi khám kịp thời để tránh mất thị lực vĩnh viễn.
Triệu chứng chính của thoái hóa điểm vàng là làm mờ thị lực trung tâm. Chính vì vậy, bệnh  thường có các dấu hiệu như: giảm thị lực khi bạn đọc sách, lái xe, nhận diện khuôn mặt và những công việc đòi hỏi tỉ mỉ, chính xác...; cần tăng độ chiếu sáng khi làm việc; hình ảnh trung tâm trở nên méo mó, biến dạng.
Khi bị thoái hóa điểm vàng tầm nhìn ngoại vi của bạn không bị ảnh hưởng và việc đeo kính cũng không thể hiệu chỉnh hình ảnh trung tâm đã bị mờ. Thoái hóa điểm vàng có thể bị ở cả hai mắt, dù ban đầu nó có thể xuất hiện sớm hơn ở một mắt.

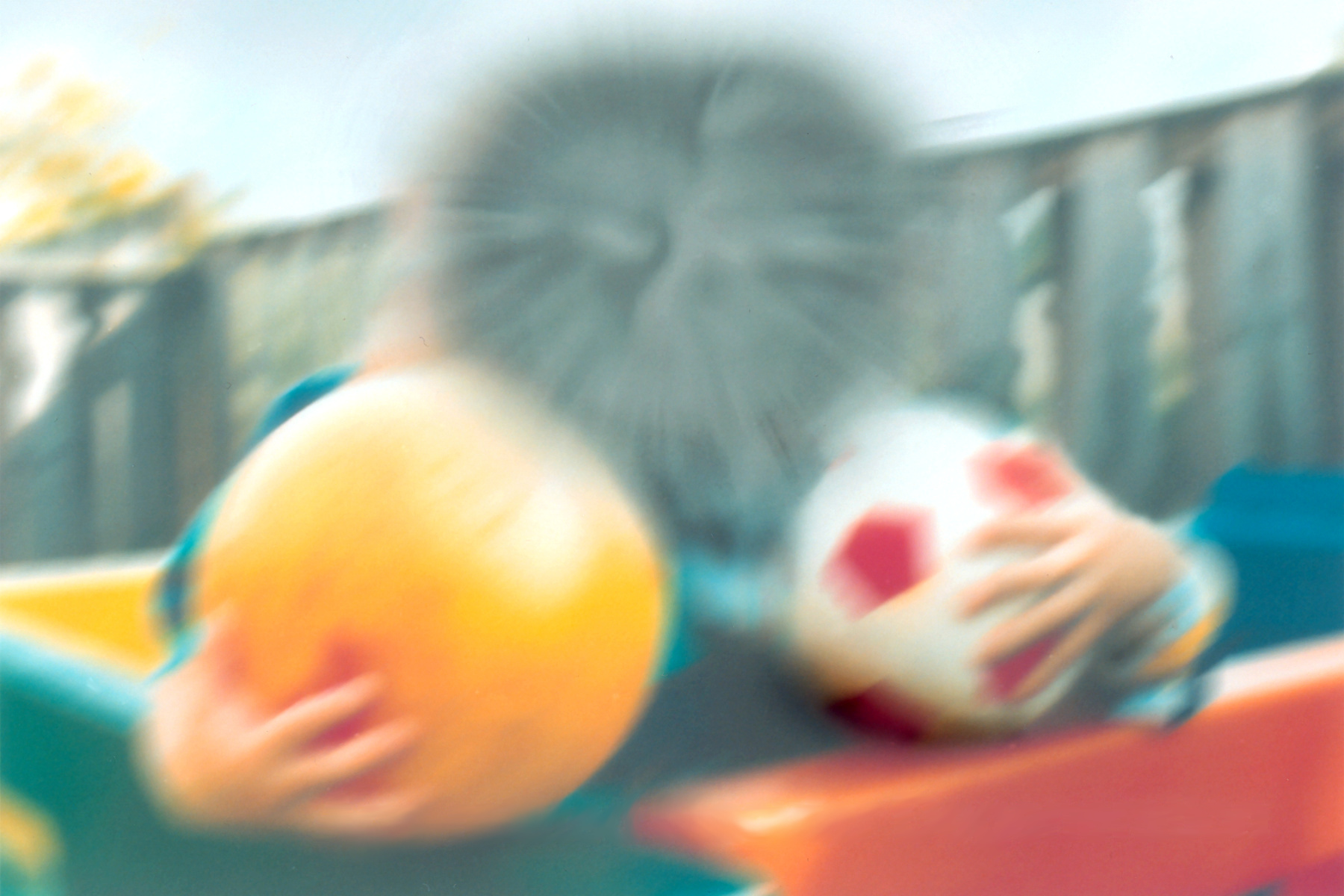
The same view with age-related macular degeneration ([http://www.nei.nih.gov/photo/sims/images/amac_lg.jpg National Eye Institute)